# René-Louis Piachaud
René-Louis Piachaud, né à Genève le 19 janvier 1896 et mort à Genève le 11 novembre 1941, est un écrivain suisse.

## Biographie

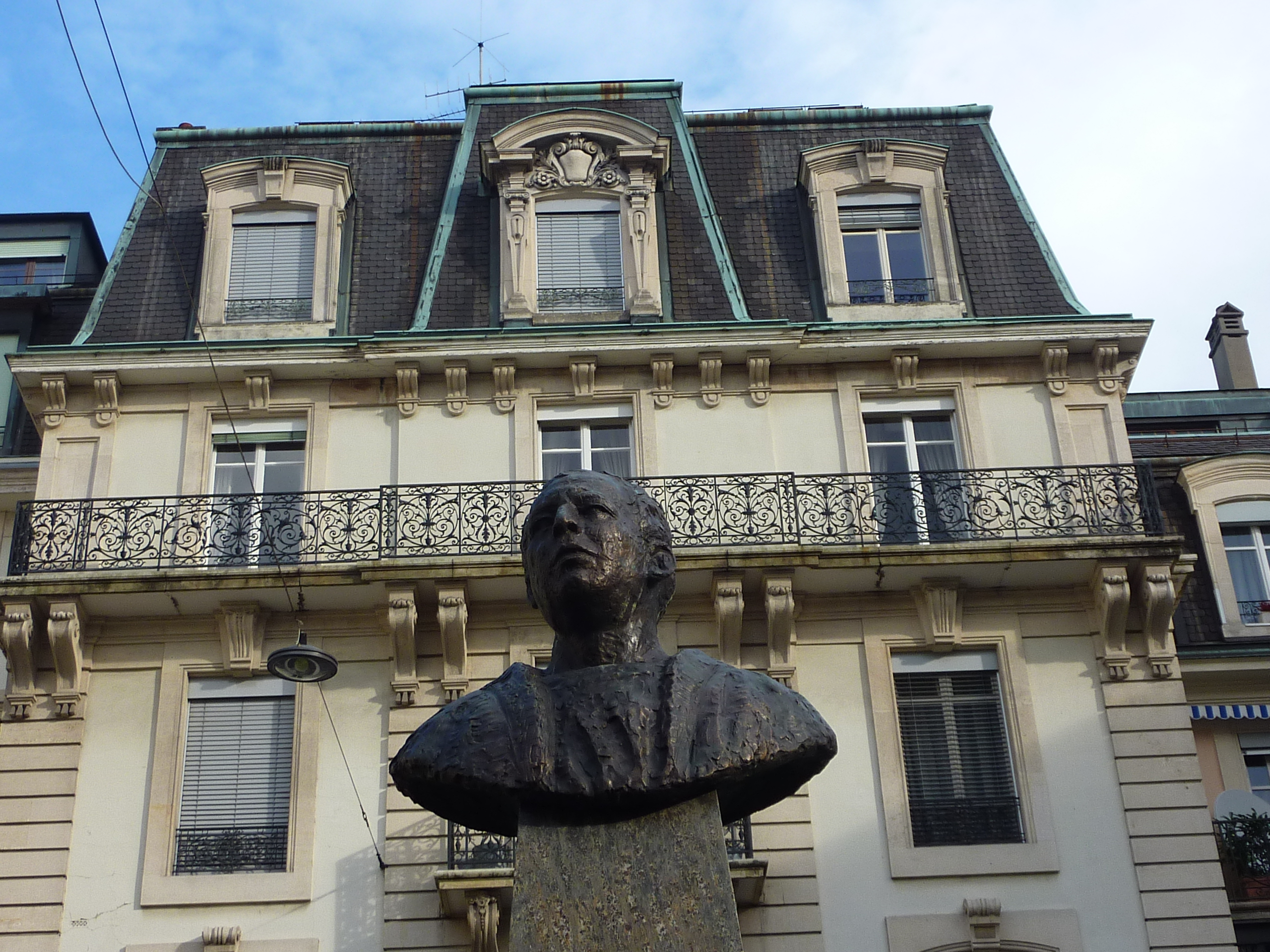
Buste de Piachaud rue Rodolphe Töpffer à Genève.

René-Louis Piachaud est issu d'une famille attestée à Cheseaux dans la première moitié du XVIe siècle, bourgeoise d'Yverdon-les-Bains en 1574 puis genevoise en 1837. Il est fils d'un agent de change et petit-fils de Louis Piachaud (1824-1890), chirurgien accoucheur, chef de l'Hôpital cantonal de Genève et chevalier de la Légion d'honneur.
Il fait ses classes au Collège de Genève puis à Londres en 1913-1915.
Acteur à la Comédie de Genève en 1916-1918, puis chroniqueur dramatique au Journal de Genève de 1919 à sa mort, il est conjointement traducteur et correcteur au Service des Index de la Société des Nations, de 1922 à 1934, puis correcteur au Journal de Genève de 1934 à sa mort,. Il joue un rôle de mentor auprès de l'écrivain Jacques Aeschlimann en matière de journalisme.

### Vie privée
Il épouse en 1919 Lucia Niculescu, dont il a un fils, Claude Louis, puis se remarie en 1923 avec Julienne Mayras,.

### Associations
Il est membre de l'Association de la presse genevoise, de Belles-Lettres, du Cercle des arts, du Cercle national démocratique, de l'Institut national genevois, de la Ligue des citoyens genevois, de la loge maçonnique Les Amis fidèles, appartenant à la Grande Loge suisse Alpina, de la Société des auteurs dramatiques romands, de l'Union générale des Rhodaniens.

### Politique
René-Louis Piachaud a soutenu le mouvement nationaliste de l'Union Nationale (U.N.) à son apogée,.  Il collabore d'ailleurs au journal satirique nationaliste Le Pilori, aux côtés de Georges Oltramare et du dessinateur Noël Fontanet. Lors d'une manifestation de l'U.N. intitulée "Ce que les juifs sont pour nous", il présente un exposé se nommant "Les juifs et l'éternelle anarchie".
Le Dictionnaire historique de la Suisse le qualifie de « peu méfiant devant le fascisme et le franquisme ».

## Écrits
Recueils poétiques
- Sous un masque d'ironie (1914)
- La vie en peine (1914)
- Les jours se suivent (1920)
- L'Indifférent (1923)
- Chansons au bord du temps qui coule (1925)
- Le cinquantenaire de la ligne du Saint-Gothard (1932)[11]
- Le Poème paternel (1932)
- Le Chant de la mort et du jour (1937)

Adaptations poétiques
- Les Psaumes de David paraphrasés et mis en chant à l'imitation de Cl. Marot et de Th. de Bèze (1932), (1936)[12].
- L'Escalade (1935)[13].

Adaptations théâtrales
- d'après Shakespeare
  - Le songe d'une nuit d'été (1923)[14]
  - La tragédie d'Othello (1925)[15]
  - La farce des joyeuses commères (1928)[16]
  - La tragédie de Coriolan (1933)[17],[18]
  - Le marchand de Venise (1934)[19]
  - Le roi Lear (1941)[20]
- La comédie du théâtre, d'après Le critique de Sheridan (1931)[21]
- L'école des pères, d'après Les Adelphes de Térence (1938)[22]
- La dévotion à la Croix, d'après Calderón (1939)[23]

Autres œuvres pour la scène
- Le Poème et les Jeux du Rhône (1929)[24].
- Genève chante (1937)[25].
- Hadès et Coré (1938)[26].

Œuvres en prose
- Do Dièze, pour Willy (1918)[27]
- Le Salève (1924)
- Carouge (1936)
- Histoires d'ici (1937)

Adaptations en prose
- Le More de Venise, d'après Shakespeare (1936)[28]
- Le Chevalier à la peau de panthère (fragments), d'après Chota Roustavéli avec la collaboration de Khariton Chavichvily (1937)[29]
- Histoire du Monde en cinq cents mots, d'après Eugenio d'Ors (1938)[30]

Critique littéraire et critique d'art
- Trois poètes : Édouard Tavan, Louis Duchosal, Henry Spiess (1917)
- H.-C. Forestier (1923)
- Otto Vautier (1923, inédit)
- Sarki (1931)

Œuvres mises en musique
- Jean Apothéloz, Psaume XVI : chœur à 4 voix mixtes a cappella (1950)
- Théodore Appia, Nocturne (1922)
- Samuel Baud-Bovy, Le chant vers la colline (1929)
- Jean Binet, Psaume 107 pour chœur mixte et orgue (1942)
- Carlo Boller, Hadès et Coré : poème chorégraphique pour chœur, soli, récitant et orchestre (1938)
- Pierre Carraz
  - Psaume V : Verba mea auribus percipe. - Psaume XCVII : Dominus regnavit. - Psaume CXXI : Levavi oculos meos (1946?)
  - Psaume 77 (1962)
- Gustave Doret
  - Quatre vieux Noëls pour chant solo et chœur mixte (1929)
  - Vreneli du Guggisberg : chœur à 4 voix d'hommes a capella (1933)
  - Chansons et paysages (1934)
- René Fuchs, Le bouquet de Marinette. - Comme je suis à mon nouvel ami. - Si vous n'êtes pas endormie : trois mélodies
- Paul-André Gaillard, Psaume 8 pour 4 voix mixtes a cappella
- Hermann Lang, Psaume XLVII : chœur à 4 voix mixtes a cappella (v. 1949)
- Yahne Lambray
  - Quand les Rois Mages sont venus (1942)
  - Ange moqueur : valse chantée (1943)
  - Pour toi, ce soir... (1943)
  - Amoureuse chanson : valse modérée
  - Le Souvenir et L'Infidèle
- Hans Lavater, Psaume 130 : chœur à 4 voix d'hommes a cappella
- Maroussia Le Marc'Hadour, Le Monument (1937)
- Frank Martin, Évocation du Fleuve Rhône (1929)
- Albert Paychère (d'après Fallamero), La ville heureuse (1922)
- Jean-Frédéric Perrenoud, Quatre psaumes, op. 2 (1948)
- Louis Piantoni
  - Offrande au Rhône (1929)
  - Le pont du diable : chœur à 4 voix d'hommes a cappella (1932)
- Émile Ristori, Rêve perdu : chant et piano (1950)
- Jean Rochat, Va, prie et te recueille : petite cantate dans le style classique (v. 1950)
- André Sala, Psaume XXII : Mon Dieu, pourquoi m'as-Tu abandonné ? chœur d'hommes a cappella (v. 1950)
- Richard Trunk, Chant du matin : chœur à quatre voix d'hommes a cappella, op. 36, n° 5 (1929)
- Roger Vuataz[31]
  - Le Rhône : mouvement symphonique avec chœurs et danses, op. 30 n° 1 (1928)
  - Genève ouverte au ciel, op. 62 (1940)

Pamphlets
- Contre Me Jacques Dicker, conseiller anti-national (1924)
- Honest Zimmer... ou Le joyeux compère de Windsor (1929)
- Discours sur l'éternelle anarchie (1937). En mai 1937 à Genève durant la 11e Conférence du Conseil International de l’Entente internationale anticommuniste (EIA), il prononce un exposé sur « le bolchevisme intellectuel », alors thème principal des débats. Il souligne notamment la part prise dans la révolution bolchevique par les Juifs et leur « influence universelle »[32] tout en relevant que « l'on n'a su que les combattre avec la plus scandaleuse injustice »[33].
- Le roi et les pions ou Le divertissement pédagogique (1941).

## Décorations
Chevalier de la Légion d'Honneur (1935),.

## Distinctions
- Son œuvre est récompensée du prix Edgar Poe en 1933[36].
- L'ancienne rue du Manège, à Genève, porte depuis le 1er janvier 1948 le nom de rue René-Louis Piachaud[37]. En 2021 elle est réattribuée à sa femme : "rue Julienne-Piachaud"[38].

## Portraits
- Félix Appenzeller, 1912, huile sur toile (42×28 cm)[39]
- Stéphanie Guerzoni, vers 1918, huile sur toile (33×41 cm)[40]
- James Vibert, 1919 ? Chapiteau de trois têtes : H. Spiess, R.-L. Piachaud, V. Grandjean[41]
- Hippolyte Coutau, 1930, huile sur toile (60×46 cm)[42]
- Maurice Sarkissoff, 1930, plâtre patiné (h. 54 cm)[43]
- Pedro Meylan, 1932, bronze (h. 49 cm)
- Paul Baud, 1936, bronze (h. 29 cm)[44]
- Paul Magnenat, 1936-1937, huile sur bois (65×54 cm)

## Sources
- Hommage à René-Louis Piachaud, Genève, 1943, collectif.
- Georges Haldenwang, Avec René-Louis Piachaud : souvenirs, Vésenaz, 1958.
- Claude Schmidt, Trois poètes genevois : Jules Cougnard, Henry Spiess, René-Louis Piachaud, Genève, Perret-Gentil, 1979.
- R.-L. Piachaud, Œuvres complètes, Genève, Slatkine, 1982, 5 vol.
- René-Louis Piachaud, 1896-1941 : Cinquantième anniversaire de sa mort, 1991, Carouge, 1991, collectif.
- Cahiers René-Louis Piachaud, 1-11, Genève, 1993-2003.

- René-Louis Piachaud sur le site tls.theaterwissenschaft.ch
- « Piachaud, René-Louis » dans le Dictionnaire historique de la Suisse en ligne.

## Archives
- Fonds René-Louis Piachaud (1830-1994) [4,70 m].  Cote : Ms. fr. 6361-6410, Ms. fr. 8189-8191. Bibliothèque de Genève (présentation en ligne).